# Тахеометр

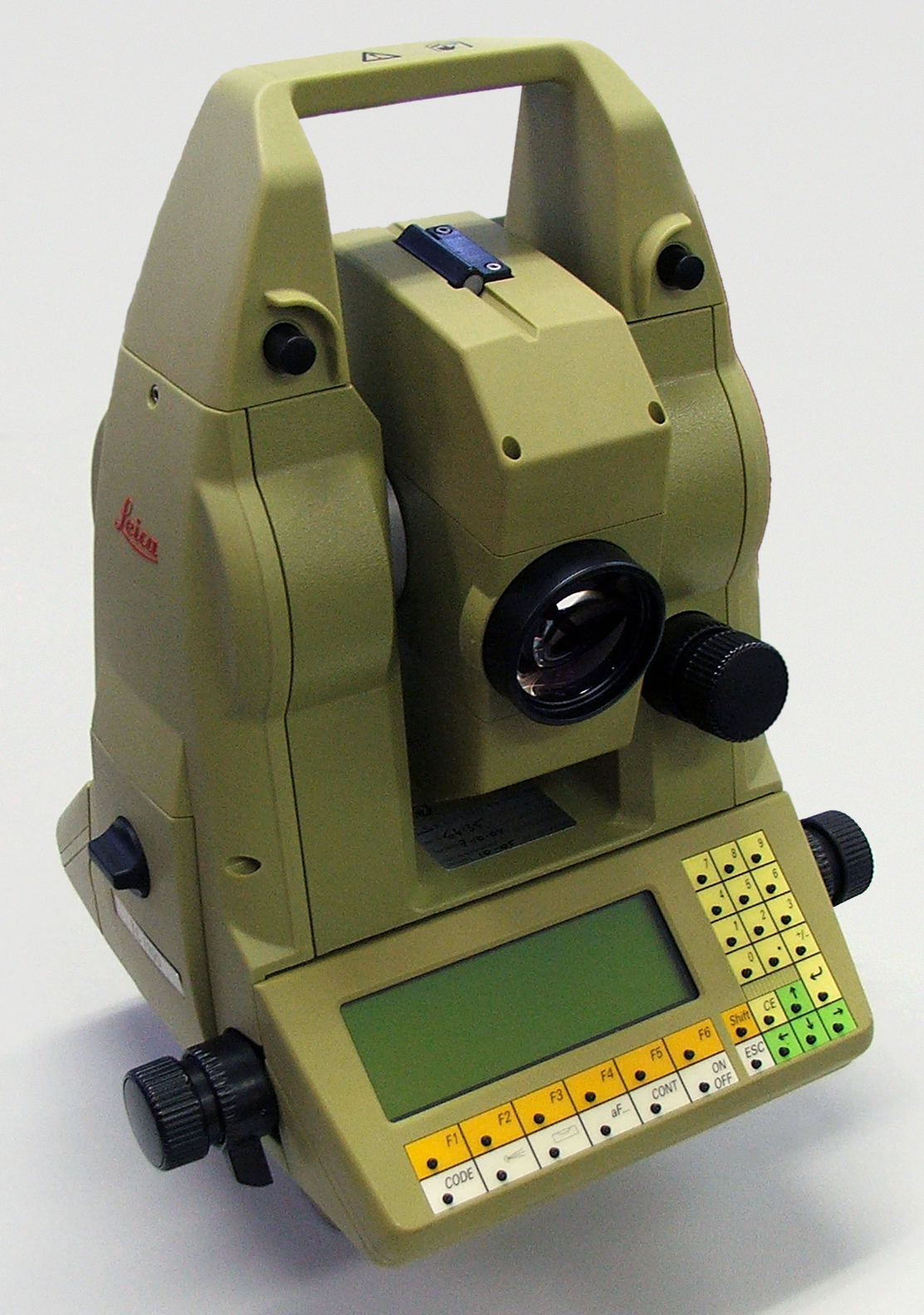

Тахеометр (от др.-греч. ταχύς, род. пад. ταχέος — «быстрый») — геодезический инструмент для измерения расстояний, горизонтальных и вертикальных углов. Близок к классу неповторительных теодолитов, используется для определения координат и высот точек местности при топографической съёмке местности, при разбивочных работах, выносе на местность высот и координат проектных точек, прямых и обратных засечек, тригонометрического нивелирования и так далее.
На данный момент существует только 3 официальных определения тахеометра, в которых не раскрывается приоритетный метод определения местоположения точек в пространстве, а, соответственно, и классификация инструмента для измерения углов или расстояний. По данным прейскуранта с сайта Ростеста относится к секции дальномеров, по логике ГОСТ 51774−2001 и СП 11 104 97 — к угломерным и комбинированным инструментам и приборам.
Тахеометр — геодезический прибор, предназначенный для измерения горизонтальных и вертикальных углов, длин линий и превышений. Недопустимо словосочетание Теодолит-тахеометр (в соответствии с ГОСТ 21830-76 Приборы геодезические. Термины и определения).
Регистрирующий тахеометр —  тахеометр с автоматической регистрацией результатов измерений (в соответствии с ГОСТ 21830-76 Приборы геодезические. Термины и определения) или Тотал станция (Total station)
Электронный тахеометр — тахеометр, выполненный в едином электронно-оптическом блоке, предназначенный для измерения расстояний, горизонтальных и вертикальных углов и определения значений их функций (в соответствии с ГОСТ 51774−2001 Тахеометры электронные).

## Виды и принцип действия

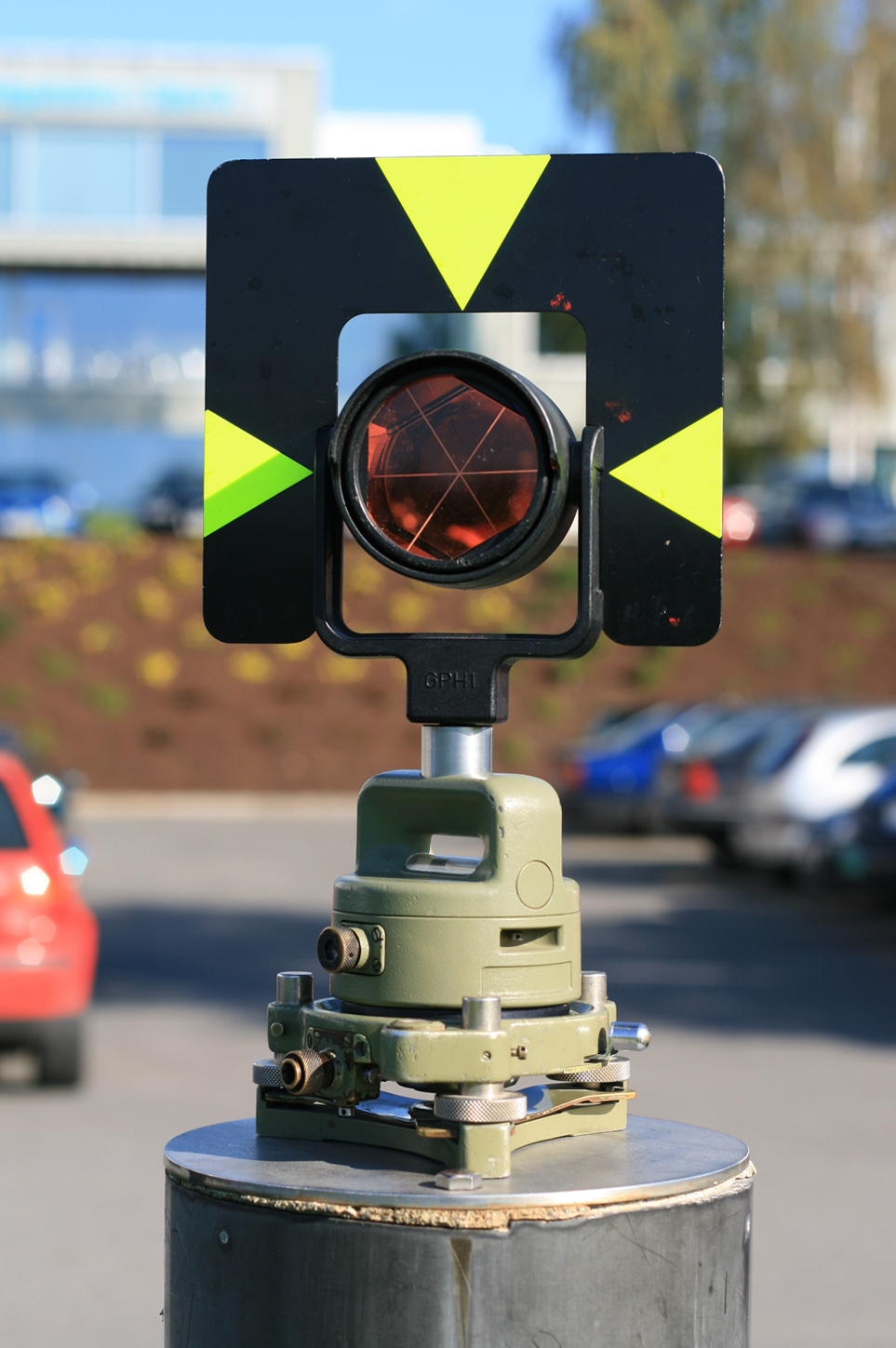

В электронно-оптических тахеометрах расстояния измеряются по разности фаз испускаемого и отражённого луча (фазовый метод), а иногда (в некоторых современных моделях) — по времени прохождения луча лазера до отражателя и обратно (импульсный метод). Точность измерения зависит от технических возможностей модели тахеометра, а также от многих внешних параметров: температуры, давления, влажности и т. п.
Диапазон измерения расстояний тахеометром зависит также от режима работы тахеометра: отражательный (используют специальный отражатель на объекте измерения) или безотражательный (используют прямое отражение от объекта). Дальность измерений при безотражательном режиме напрямую зависит от отражающих свойств поверхности, на которую производится измерение. Дальность измерений на светлую гладкую поверхность (штукатурка, кафельная плитка и пр.) в несколько раз превышает максимально возможное расстояние, измеренное на тёмную поверхность. Максимальная дальность линейных измерений для режима с отражателем (призмой) — до 5 километров (при нескольких призмах — ещё дальше); для безотражательного режима — до 1 километра. Модели тахеометров, которые имеют безотражательный режим, могут измерять расстояния практически до любой поверхности, однако при измерения сквозь ветви, листья и подобные препятствия результаты могут быть искажены из-за неопределённого характера  отражения луча, что приводит к неточности определения расстояния.
Существуют модели тахеометров, обладающие дальномером, совмещенным с системой фокусировки зрительной трубы. Преимущества таких приборов заключается в том, что измерение расстояний производится именно на тот объект, по которому в данный момент выставлена зрительная труба прибора.
Точность угловых измерений современным тахеометром достигает 0,5 угловой секунды (0° 00’ 00,5"), расстояний — до 0.5 мм + 1 мм на км.
Большинство современных тахеометров оборудованы вычислительным и запоминающим устройствами, позволяющими сохранять измеренные или проектные данные, вычислять координаты точек, недоступных для прямых измерений, по косвенным наблюдениям, и т. д. Некоторые современные модели дополнительно оснащены системой GPS.
Тахеометры, собираемые из отдельных модулей, позволяют выбрать компоненты именно под конкретные прикладные задачи, полностью исключив лишнюю функциональность.
Автоматизированные тахеометры хорошо зарекомендовали себя при сканировании в заданном секторе большого количества точек (фасадного сканирования, а также при мониторинге деформации).

## Классификация тахеометров

### По применению
- Технические или строительные тахеометры — электронные тахеометры для строительства с дальномером для проведения традиционной съёмки, дисплеем.

Отличительные особенности строительных тахеометров:
- промеры дальномером сквозь препятствия (ветки деревьев, сетку Рабица и т. д.);
- измерение против солнца (засветка);
- наличие Li-ion аккумулятора, ограничивающего температурный диапазон использования;
- высокая производительность труда.

### По конструкции
- модульные тахеометры — тахеометры, состоящие из отдельно сконструированных элементов (угломерных, дальномерных, зрительной трубы, клавиатуры, процессора, гиростанции и системы GPS) (в соответствии с ГОСТом P 51774-2001 тахеометром считаться не может).
- интегрированные тахеометры — тахеометры, в которых все устройства (электронный теодолит, светодальномер, гиростанция и система GPS) объединены в один механизм.
- неповторительные тахеометры — тахеометры, в которых лимбы наглухо закреплены с подставкой и имеют лишь закрепительные винты либо приспособления для поворота и закрепления его в разных положениях (по аналогии с повторительный теодолит -теодолит, конструкция которого допускает вращение алидады как отдельно от лимба, так и совместно с ним (ГОСТ 21830-76 Приборы геодезические. Термины и определения)) Современные тахеометры имеют функцию установки угла (то есть измерение углов в несколько приемов осуществимо), но по существу своей конструкции они остаются неповторительными.

### По принципу работы
- номограммный тахеометр — сложный оптический теодолит, снабжённый специальным номограммным кругом и предназначенный для измерения на местности горизонтальных и вертикальных углов, длин линий и их горизонтальных проекций. (в соответствии с ГОСТом P 51774-2001 тахеометром считаться не может)
- электронно-оптический — электронный тахеометр для геодезических работ с лазерным, в современных моделях- безотражательным дальномером.
- автоматизированный тахеометр — тахеометр с сервоприводом и системами распознавания, захвата, слежения за целью, что позволяет выполнять работы одному сотруднику, гарантируя дополнительную точность измерений.

### По точности измеряемого угла (в соответствии с ГОСТ Р51774-2001)
| Тип тахеометра | Класс тахеометра | Область применения | Допустимая СКП угла 1 приёмом |
| -------------- | ---------------- | --- | ----------------------------- |
| Та0,5          | прецизионный     | Промышленная геодезия, высокоточное получение координат | 0,5"                          |
| Та2            | точный           | Прикладная геодезия, измерение углов и расстояний в геодезических сетях | 2"                            |
| Та5            | точный           | Измерение углов и расстояний в геодезических сетях сгущения | 5"                            |
| Та20           | технический      | Измерение углов и расстояний в съёмочных сетях. Топографическая съёмка масштаба 1:10 000 и крупнее. Изыскательские землеустроительные и кадастровые работы. Геодезический контроль в строительстве | 20"                           |